# Fonction de Leibniz
En géométrie affine ou euclidienne, les fonctions vectorielles et scalaires de Leibniz sont des fonctions qui, à des points, associent des vecteurs (fonction vectorielle) ou des nombres (fonction scalaire). Ces fonctions sont très intimement liées aux notions de coordonnées barycentriques et de  barycentre.

## Historique
Quand Leibniz arrive en France en 1672, il découvre véritablement l'algèbre géométrique de Viète dont il n'avait eu jusque-là que des aperçus. C'est probablement en référence à l'Analyse Spécieuse de Viète que Leibniz donne le nom d’Analysis situs à la recherche qu'il conduit sur le même principe en géométrie. Selon Coxeter, Leibniz partage, avec Newton, le mérite d'avoir libéralisé l'usage de coordonnées négatives en géométrie. Mais il est en quête d'un symbolisme plus général. Dans une lettre à Huygens datée du 8 septembre 1679, il écrit : « Je ne me satisfais pas de l'algèbre (...) Je crois qu'en ce qui concerne la géométrie, il nous faut une autre sorte d'analyse, proprement géométrique ou linéaire, qui exprime la position d'une façon aussi directe que l’algèbre exprime la quantité. »
Le fil des recherches de Leibniz sur la colinéarité des points et la notion de barycentre généralisé ne reprit qu'en 1827 avec le « calcul barycentrique » de l'astronome allemand August Ferdinand Möbius, qui ne traite toutefois que l'opération sur des points alignés. L'addition de segments non-colinéaires est due à Hermann Grassmann (Ausdehnungslehre, 1844) ; celle d'équipollence de bipoints, à l'Italien Giusto Bellavitis : ces deux notions marquent véritablement l'avènement de la notion algébrique de vecteur.
L'étude des fonctions vectorielle et scalaire de Leibniz était au programme du baccalauréat scientifique (« série C ») en France de 1971 à 1983.

## Fonction vectorielle de Leibniz
On se place dans un espace affine E associé à un espace vectoriel V. Soient {\displaystyle (A_{i})_{i=1,\cdots ,n}} une famille de n points et {\displaystyle (a_{i})_{i=1,\cdots ,n}} une famille de n scalaires, on appelle fonction vectorielle de Leibniz associée au système {\displaystyle \left(\left(A_{i},a_{i}\right)\right)_{i=1,\cdots ,n}}, l'application de E dans V qui, au point M associe le vecteur {\displaystyle {\vec {f}}(M)=\sum _{i=1}^{n}a_{i}{\overrightarrow {MA_{i}}}}.
Si la somme des coefficients {\displaystyle \sum _{i=1}^{n}a_{i}} est nulle, cette fonction est constante. Si un des coefficients est non nul (par exemple a1), cette constante est égale à {\displaystyle a_{1}{\overrightarrow {G_{1}A_{1}}}} où G1 est le barycentre du système {\displaystyle \left(\left(A_{i},a_{i}\right)\right)_{i=2,\cdots ,n}}
Si la somme des coefficients {\displaystyle \sum _{i=1}^{n}a_{i}} est non nulle, cette fonction se simplifie en
{\displaystyle {\vec {f}}(M)=\left(\sum _{i=1}^{n}a_{i}\right){\overrightarrow {MG}}}
où G est le barycentre du système de points pondérés {\displaystyle \left(\left(A_{i},a_{i}\right)\right)_{i=1,\cdots ,n}}.
Cette dernière propriété permet de réduire une combinaison linéaire de plusieurs vecteurs en un seul vecteur grâce à un barycentre. Elle permet aussi de donner les coordonnées du barycentre quand l'espace est de dimension finie. 
En effet, {\displaystyle {\overrightarrow {OG}}={\frac {1}{\sum _{i=1}^{n}a_{i}}}{\vec {f}}(O)={\frac {1}{\sum _{i=1}^{n}a_{i}}}\sum _{i=1}^{n}a_{i}{\overrightarrow {OA_{i}}}}. 
Ce qui se traduit en termes de coordonnées par {\displaystyle x_{G,k}={\frac {1}{\sum _{i=1}^{n}a_{i}}}\sum _{i=1}^{n}a_{i}x_{A_{i},k}}.

## Fonction scalaire de Leibniz
Il s'agit de la généralisation à n points de la solution que Leibniz a donnée d'un lieu géométrique dans sa Caractéristique géométrique (voir théorème de Leibniz).
On se place dans un espace affine euclidien. Soient {\displaystyle (A_{i})_{i=1\cdots n}} une famille de n points et {\displaystyle (a_{i})_{i=1\cdots n}} une famille de n scalaires, on appelle fonction scalaire de Leibniz associée au système {\displaystyle \left(\left(A_{i},a_{i}\right)\right)_{i=1,\cdots ,n}}, l'application de E dans {\displaystyle \mathbb {R} } qui, au point M associe le scalaire {\displaystyle f(M)=\sum _{i=1}^{n}a_{i}MA_{i}^{2}}.

### Formules associées
- Si la somme des coefficients est nulle, cette fonction se simplifie en

{\displaystyle f(M)=f(O)+2{\overrightarrow {MO}}\cdot {\vec {u}}}
où {\displaystyle {\vec {u}}} est la constante égale à la fonction vectorielle de Leibniz associée au système et où O est un point arbitrairement fixé.
- Si la somme des coefficients est non nulle, cette fonction se simplifie en

{\displaystyle f(M)=f(G)+\left(\sum _{i=1}^{n}a_{i}\right)MG^{2}}
où G est le barycentre du système {\displaystyle \left(\left(A_{i},a_{i}\right)\right)_{i=1,\cdots ,n}}.
- De plus 
{\displaystyle f(G)={\frac {\sum _{1\leqslant i<j\leqslant n}a_{i}a_{j}(A_{i}A_{j})^{2}}{\sum _{i=1}^{n}a_{i}}}}

### Application aux lignes de niveau de la fonction scalaire de Leibniz
En dimension 2, l'ensemble des points M tels que f(M) = k est 
- dans le cas où la somme des coefficients est nulle 
  - une droite orthogonale à {\displaystyle {\vec {u}}} si {\displaystyle {\vec {u}}} est non nul
  - tout le plan ou l'ensemble vide (selon les valeurs de k) si {\displaystyle {\vec {u}}} est nul
- dans le cas où la somme des coefficients est non nulle
  - un cercle de centre G, le point G ou l'ensemble vide (selon les valeurs de k)

### Cas où la somme des coefficients est strictement positive
La formule ci-dessus montre que la fonction scalaire de Leibniz est minimale au barycentre des points pondérés.
Par exemple, la somme des carrés des distances aux sommets d'un triangle est minimale au centre de gravité.